# Bouati Mahmoud
Bouati Mahmoud là một đô thị thuộc tỉnh Guelma, Algérie. Dân số thời điểm năm 2002 là 8.823 người.